# جوزيف غلانفيل
جوزيف غلانفيل زميل الجمعية الملكية (1636 - نوفمبر 1680) كان كاتبًا وفيلسوفًا ورجل دين إنجليزيًا. ولم يكن هو نفسه عالمًا، لكنه لُقب «بالمدافع الأكثر مهارة عن الموهوبين»، أو بعبارة أخرى كان الداعية الرائد لمنهج الفلاسفة الطبيعيين الإنجليز في أواخر القرن السابع عشر. وفي عام 1661 تنبأ بأن «تغيير المسافة إلى جزر الهند عن طريق وسائل النقل المناسبة قد يكون أمرًا طبيعيًا في المستقبل لتصبح بالنسبة لنا كالمراسلات الأدبية».

## حياته
نشأ في أسرة تطهيرية صارمة، وتلقى تعليمه في جامعة أكسفورد، حيث حصل على درجة البكالوريوس من كلية إكستر عام 1655، والماجستير من كلية لينكون عام 1658.
جرى تعيين غلانفيل نائبًا في فروم عام 1662، وأصبح زميلًا في الجمعية الملكية في عام 1664. وكان خادم الرعية في كنيسة الدير في باث منذ عام 1666 حتى عام 1680، وأصبح كاهنًا في ووستر في عام 1678.

## أعماله وآراؤه
لقد كان مفكرًا متسامحًا. واحترم المتسامحون عمومًا أعضاء كامبريدج الأفلاطونية، وكان غلانفيل ودودًا وتأثر كثيرًا بهنري مور، وهو قائد في تلك المجموعة التي كان غلانفيل من أتباعها. وكان أسلوب غلانفيل هو البحث عن «طريق وسطي» في القضايا الفلسفية المعاصرة. وتعرض كتاباته مجموعة متنوعة من المعتقدات التي قد تبدو متناقضة. وهناك مناقشة لفكر غلانفيل وطريقته في كتاب باسيل ويلي خلفية عن القرن السابع عشر (1934).

### العقلانية والحديث البسيط
كان غلانفيل مؤلف كتاب غرور الدوغماتية (طبعات من عام 1661)، وفيه هاجم المدرسية والاضطهاد الديني. وكان الكتاب بمثابة دعوة للتسامح الديني والمنهج العلمي وحرية الفكر. كما أنه يحتوي حكاية أصبحت مادة لقصيدة ماثيو أرنولد الفيكتورية الباحث الغجري.
كان غلانفيل في البداية ديكارتيًا، لكنه غير موقفه قليلًا، وانخرط في الشكوكية واقترح تعديلًا في الأدلة العلمية (1665)، وهو مراجعة وتوسيع لكتاب غرور الدوغماتية. وقد بدأ الأمر «بخطاب صريح إلى الجمعية الملكية»؛ وردت الجمعية بانتخابه زميلًا. واستمر في دور المتحدث الرسمي حول أسلوبه المتشكك المحدود، وإنتاج الجمعية للمعرفة المفيدة. وكجزء من برنامجه دافع عن الاستخدام الواضح للغة، دون تشويه في التعريفات والاعتماد على الاستعارة. كما دعا في مقالة حول الوعظ (1678) إلى استخدام الكلام البسيط، بدلًا من الفظاظة في الوعظ، كما فعل روبرت ساوث من خلال خطب المنشقين؛ وقد كان يدرك تمامًا أن مصطلح «بسيط» يتطلب قدرًا كبيرًا من المعالجة.
في كتابه مقالات حول عدة مواضيع مهمة في الفلسفة والدين (1676)، كتب مقالًا مهمًا بعنوان اتفاق العقل والدين، استهدف فيه الانشقاقية ولو بشكل جزئي. فالمنطق من وجهة نظر غلانفيل كان لا يتوافق مع الانشقاقية. وفي مقال الدين المناهض للتعصب والفلسفة الحرة، وهو مقال آخر من المجلد، هاجم تقليد التنوير الخيالي في الدين بأكمله، بالعودة إلى ويليام بيركنز باعتباره مؤسسًا على تشويه سمعة المنطق. ويحمل هذا المقال عنوانًا فرعيًا هو استمرارية أطلانطس الجديدة، وبالتالي فهو يرتبط بالمدينة الفاضلة لفرانسيس بيكون. وفي قصة تمثيلية أو رمزية وضع غلانفيل «الأكاديميين الشباب»، الذين يمثلون كامبريدج الأفلاطونية، في خضم مشاكل فكرية تطابق الاضطرابات الدينية التي شهدتها بريطانيا. وقد نجحوا في التغلب على هذه المشكلة من خلال الجمع بين الفكر الحديث والقديم. ومع ذلك اعتقد غلانفيل أنه لا يمكن استنتاج العالم من المنطق وحده. حتى الأمور الخارقة للطبيعة لا يمكن حلها من المبادئ الأولى ويجب التحقيق فيها تجريبيًا. ونتيجة لذلك حاول غلانفيل التحقيق في حوادث خارقة للطبيعة مفترضة من خلال المقابلات وفحص مسرح الأحداث.